# 나즈굴
나즈굴(Nazgûl)은 존 로널드 로웰 톨킨의 판타지 소설 시리즈 가운데땅에 등장하는 등장인물들이다. 원래는 인간의 왕이었지만 권능의 반지를 착용하여, 사우론에게 굴복한 아홉 남자이다. 반지의 힘에 완전히 묶여 사우론의 하인이 됐다.
반지의 제왕에서는 아홉 나즈굴들을 가장 끔찍한 하인이라고 언급되었으며, 그들의 군주, 마술사왕 또는 위치킹은 한때 에리아도르 북쪽에 있는 앙그마르의 왕이었다. 그는 초기에 검은 말을 탔지만, 후반부에는 검은색의 익룡을 타고 등장하였다. 또 마술사왕은 프로도 배긴스를 찔러 치명상을 입힌 모르굴의 칼을 들고 다닌다. 의외로 마술사왕의 결말을 허무하다고 평가된다. 강노루네 메리아독과 에오윈의 합동 공격으로 죽고 만다.
제 3시대 말의 나즈굴들의 거점은 미나스 모르굴이었으며, 나즈굴들은 검은색으로 둘러싸인 옷을 입고 있다. 나즈굴들은 인간의 남자들의 손에 죽지 않는다고 묘사되며, 실제로도 그랬다. 또한 나즈굴은 애니메이션 및 실사 영화와 컴퓨터 게임을 포함하여 톨킨의 저작을 여러 번 각색한 작품들에 등장한다. 개미, 갑각류, 기생 말벌을 포함하여 여러 종류의 동물의 종이 이들의 이름을 따서 명명되었다.